# Sardisk (sprog)
Sardisk er et romansk sprog, der tales på den italienske ø, Sardinien. Sproget tales af hovedparten af øens befolkning på 1,6 mio. indbyggere,[kilde mangler] hvoraf de fleste dog er tosprogede, idet de også taler italiensk. Sardisk har siden 1997 af den italienske stat været anerkendt som officielt sprog på Sardinien sammen med italiensk.
Sardisk kan deles op i tre forskellige dialekter:
- gallurisk eller sassaresisk, der tales på den nordligste del af øen
- logudoresisk eller nuoresisk, der tales på den centrale del af øen
- campidanesisk, der tales på den sydlige del af øen

To steder på Sardinien tales der andre sprog end sardisk.[kilde mangler] I Alghero på Sardiniens nordvestkyst tales en katalansk dialekt, og på øen Isola di San Pietro og den nordlige del af øen Isola di Sant'Antioco tales en ligurisk dialekt.